# 색채론
색채론(독일어: Zur Farbenlehre)은 요한 볼프강 폰 괴테(Johann Wolfgang von Goethe)가 쓴 책으로 색상의 본질과 색이 인간에게 어떻게 인식되는지에 대한 시인의 견해를 담고 있다. 이 책은 1810년에 독일어로, 1840년에 영어로 출판되었다. 이 책에는 보색, 굴절, 색수차와 같은 현상에 대한 자세한 설명이 포함되어 있다. 이 책은 "광학에 대한 기여"(독일어: Beiträge zur Optik)라는 제목의 두 개의 짧은 에세이의 후속이다.
이 작품은 괴테의 회화 작업에서 시작되었으며 주로 필립 오토 룽게(Philipp Otto Runge), 조지프 말로드 윌리엄 터너(J. M. W. Turner), 라파엘 전파(Pre-Raphaelites), 힐마 아프 클린트(Hilma af Klint), 바실리 칸딘스키(Wassily Kandinsky)와 같은 화가들과 함께 예술에 영향을 미쳤다.
괴테의 연구는 일부 물리학자들에 의해 거부되었지만, 토마스 요한 제베크(Thomas Johann Seebeck), 아르투어 쇼펜하우어, 헤르만 폰 헬름홀츠, 루트비히 비트겐슈타인, 베르너 하이젠베르크, 쿠르트 괴델, 그리고 미첼 파이겐바움을 포함한 수많은 철학자들과 물리학자들은 이에 관심을 가졌다.
괴테의 책은 다양한 상황에서 색상이 어떻게 인식되는지에 대한 카탈로그를 제공하며 아이작 뉴턴의 관찰을 특별한 경우로 간주한다. 뉴턴과 달리 괴테의 관심은 색상의 분석적 처리보다는 현상이 인식되는 방식의 특성에 있었다. 철학자들은 뉴턴이 관찰한 광학 스펙트럼과 괴테가 제시한 인간의 색상 인식 현상 사이의 차이를 이해하게 되었다.

## 같이 보기
- 체커 그림자 착시
- 색 이론
- 내시 현상